# Jasenica (miasto Zvornik)
Jasenica (cyr. Јасеница) – wieś w Bośni i Hercegowinie, w Republice Serbskiej, w mieście Zvornik. W 2013 roku liczyła 877 mieszkańców.